# 1952 a sportban
1952 főbb sporteseményei a következők voltak:
- Alberto Ascari megszerzi élete első Formula–1-es világbajnoki címét.
- Nyári olimpiai játékok – Helsinki, Finnország
- Asztalitenisz-világbajnokság Bombay-ban. A magyar csapat két aranyérmet nyer.
- Vívó-világbajnokság Koppenhágában. Aranyérmes a magyar női tőrcsapat.
- Női kosárlabda-Európa-bajnokság Moszkvában. A magyar csapat a harmadik helyen végez.

## Születések
- január 7. – Csonyo Vaszilev, bolgár válogatott labdarúgó († 2015)
- január 14. – Konsztandínosz Joszifídisz, görög válogatott labdarúgó
- január 18. – Wim Rijsbergen, világbajnoki ezüstérmes holland válogatott labdarúgó, hátvéd, edző
- január 20. – Rubén Corbo, uruguayi válogatott labdarúgó, csatár
- január 22. – Ramón Avilés, World Series bajnok puerto ricói baseballjátékos  († 2020)
- január 28. – Günther Happich, osztrák válogatott labdarúgó, középpályás († 1995)
- február 2. – Reinhard Häfner, olimpiai bajnok keletnémet válogatott német labdarúgó, középpályás, edző († 2016)
- február 4. – Arkadiusz Godel, olimpiai és világbajnok lengyel tőrvívó
- február 6. – Ricardo La Volpe, világbajnok argentin válogatott labdarúgókapus, CONCACAF-aranykupa győztes labdarúgóedző
- február 8. – Marinho Chagas, brazil válogatott labdarúgó († 2014)
- február 18. – Pertti Alaja, finn válogatott labdarúgó, kapus, edző († 2017)
- február 26. – Luka Peruzović, horvát labdarúgó, edző
- március 14. – Cseh László, magyar úszó, olimpikon († 2020)
- március 19.
  - Mokhtar Hasni, tunéziai válogatott labdarúgó
  - Hauszler Károly, olimpiai bronzérmes magyar vízilabdázó
  - Lars-Erik Skiöld, olimpiai bronzérmes svéd birkózó († 2017)
- március 23. – Mohtár Dzúíb, tunéziai válogatott labdarúgó
- március 26. – Alejandro Trujillo, chilei válogatott labdarúgó († 2020)
- március 27. – Erwin Fuchsbichler, osztrák válogatott labdarúgó, kapus
- március 29.
  - Jerry Byers, kanadai jégkorongozó  († 2006)
  - Teófilo Stevenson, háromszoros olimpiai és világbajnok kubai amatőr ökölvívó, sportvezető († 2012)
- április 7. – Rubén Galván, világbajnok argentin válogatott labdarúgó († 2018)
- április 10. – Hugo Broos, belga válogatott labdarúgó, edző
- április 27. – John Ridley, angol labdarúgó († 2020)
- május 8. – Philippe Jeantot, francia mélytengeri búvár
- május 17. – Jorge Olguín, argentin labdarúgóedző, világbajnok válogatott labdarúgó
- május 29. – Johannes Lahti, finn tízpróbázó olimpikon († 2017)
- június 6. – Bernd Wehmeyer, nyugatnémet válogatott német labdarúgó, hátvéd, olimpikon
- június 20. – Hegedűs Gyula, magyar labdarúgó, kapus († 2017)
- június 26. – Gordon McQueen, skót válogatott labdarúgó, edző
- július 3. – Peter Mathebula, WBA-világbajnok dél-afrikai ökölvívó († 2020)
- július 6.
  - Jánisz Gúnarisz, görög válogatott labdarúgó
  - Thomas Sjöberg, svéd válogatott labdarúgó
- július 17.
  - Thomas Ahlström, svéd válogatott labdarúgó
  - Carlos Ángel López, argentin válogatott labdarúgó († 2018)
- augusztus 3. – Osvaldo Ardiles, argentin labdarúgó
- augusztus 5. – Faragó Tamás, olimpiai bajnok magyar vízilabdázó, edző
- augusztus 8. – Stanislav Seman, olimpiai bajnok csehszlovák válogatott szlovák labdarúgókapus
- augusztus 9. – Rui Jordão, portugál válogatott labdarúgó († 2019)
- augusztus 12. – Charlie Whiting, brit sportbíró, a Nemzetközi Automobil Szövetség Formula–1-es versenyigazgatója, a sportág műszaki osztályának állandó vezetője († 2019)
- augusztus 17. – Nelson Piquet, brazil autóversenyző
- augusztus 17. – Guillermo Vilas, argentin teniszező
- augusztus 18. – Ricardo Villa, világbajnok argentin válogatott labdarúgó
- augusztus 22.
  - George Ferguson, kanadai jégkorongozó († 2019)
  - Santiago Santamaría, argentin válogatott labdarúgó († 2013)
- augusztus 29. – Sanny Åslund, svéd válogatott labdarúgó
- szeptember 2. – Jimmy Connors, amerikai teniszező
- szeptember 6. – Vlagyimir Alekszandrovics Kazacsonok, szovjet válogatott orosz labdarúgó, edző († 2017)
- szeptember 7. – Vojn Vojnov, bolgár válogatott labdarúgó, edző
- szeptember 11. – Rátonyi Gábor, magyar úszó, öttusázó, edző, politikus († 2019)
- szeptember 14. – Margit Schumann, olimpiai, világ- és Európa-bajnok német szánkós († 2017)
- szeptember 15. – Ivan Pritargov, bolgár válogatott labdarúgó, csatár († 2017)
- szeptember 25. – Carlo Montano, olimpiai és világbajnoki ezüstérmes olasz tőrvívó
- szeptember 28. – Alina Goreac, Európa-bajnoki ezüstérmes román szertornász, edző
- szeptember 29. – Jurij Tyerentyjevics Lobanov, olimpiai és világbajnok szovjet-tádzsik kenus († 2017)
- október 2. – Jánisz Damanákisz, görög válogatott labdarúgó
- október 5. – Vanderlei Luxemburgo, brazil labdarúgó edző
- október 14. – Nyikolaj Jefimovics Andrianov, hétszeres olimpiai bajnok szovjet-orosz tornász († 2011)
- október 25. – Jánisz Kirásztasz, görög válogatott labdarúgó, edző († 2004)
- október 28. – Jörgen Augustsson, svéd válogatott labdarúgó
- november 5. – Oleh Volodimirovics Blohin, szovjet labdarúgó, ukrán sportvezető
- november 10. – Lámíne Ben Azíza, tunéziai válogatott labdarúgókapus
- november 13. – Josip Kuže, horvát labdarúgó, edző, szüvetségi kapitány († 2013)
- december 17. – Renê Simões, brazil labdarúgóedző
- december 20. – Manuel Nájera, mexikói válogatott labdarúgó
- december 22. – Richard Murunga, olimpiai bronzérmes kenyai ökölvívó († 2018)

## Halálozások
- január 4. - Aradi Lajos, olimpiai ezüstérmes tornász (* 1884)
- január 10. – Bones Ely, amerikai baseballjátékos (* 1863)
- március 30. – Deacon Phillippe, World Series bajnok amerikai baseballjátékos (* 1872)
- április 11. – Olaf Kjems, olimpiai ezüstérmes dán tornász (* 1880)
- május 1. – Ernie Johnson, World Series bajnok amerikai baseballjátékos (* 1888)
- május 7. – Red Bluhm, amerikai baseballjátékos (* 1894)
- május 16. – Sal Campfield, amerikai baseballjátékos (* 1868)
- május 29. – Doc Lavan, World Series bajnok amerikai baseballjátékos, orvos és katona (* 1890)
- június 20. – Luigi Fagioli, olasz autóversenyző, Formula–1-es pilóta (* 1898)
- június 23. – Berty László, olimpiai bajnok vívó (* 1875)
- július 7. Frank Kugler, olimpiai ezüst- és bronzérmes német születésű amerikai, súlyemelő, kötélhúzó (* 1879)
- július 11. – Dutch Leonard, World Series bajnok amerikai baseballjátékos (* 1892)
- július 12. – Gallowich Tibor, magyar labdarúgó, kapus, edző, szövetségi kapitány, újságíró (* 1900)
- augusztus 1. – Phil Douglas, World Series-bajnok amerikai baseballjátékos (* 1890)
- szeptember 4. – Butch Schmidt, World Series bajnok amerikai baseballjátékos (* 1886)
- szeptember 30. – Beattie Ramsay, olimpiai bajnok kanadai jégkorongozó (* 1895)
- október 5. – Joe Jagersberger, osztrák-amerikai autóversenyző (* 1884)
- november 16. – Georges Berger, olimpiai bronzérmes francia tornász (* 1897)
- november 20. – Fred McMullin, World Series bajnok amerikai baseballjátékos (* 1891)
- november 29. – Arlie Latham, amerikai baseballjátékos (* 1860)
- november 30. – Alan Noble, olimpiai bajnok brit gyeplabdázó (* 1885)
- december 2. – Arnaldo Andreoli, olimpiai bajnok olasz tornász (* 1893)